# Taberna

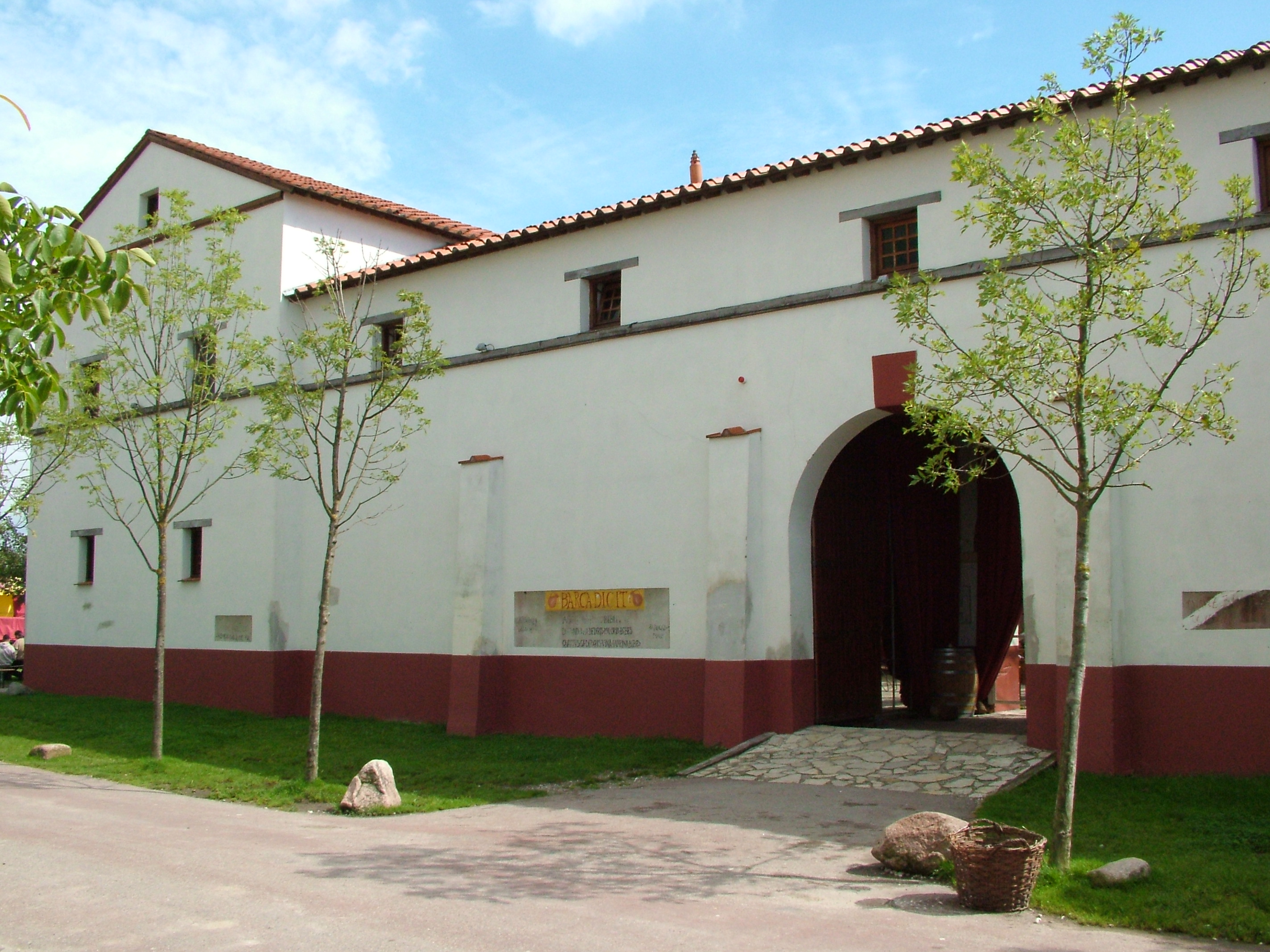
Reconstructie van een taberna in het themapark Archeon in Alphen aan den Rijn

Een taberna is een ruimte aan de voorzijde van een domus (Romeins huis), gelegen aan weerszijden van de voordeur en het gangetje daarachter (ostium en vestibulum). 
Deze aan de straatkant gelegen ruimtes werden verhuurd aan handelaars of de eigenaar van het huis verhandelde er zelf iets.
Ook op de benedenverdiepingen van de zogenaamde insulae, grote 'appartementsblokken' in de oude Romeinse steden, waren zulke tabernae gevestigd.